# Bataille de la rivière Nam
Guerre de Corée
Batailles
Bataille du périmètre de Busan :

Août :
- Masan
- Massacre de Bloody Gulch
- Battle Mountain
- Nakdong (1re)
- Pohang
- Daegu
- Bowling Alley
- Massacre de la colline 303

Septembre :
- Grande offensive du Nakdong
- Gyeongju
- Tabu-dong
- Ka-san
- Nakdong (2e)
- Yongsan
- Haman
- Rivière Nam

Contexte :
- Ordre de bataille
- Logistique

La bataille de la rivière Nam est un engagement dans le cadre de la bataille du périmètre de Busan entre les forces de l’ONU et celles de la Corée du Nord au début de la guerre de Corée ; elle se déroule du 31 août au 19 septembre 1950, à proximité de la rivière Nam et du fleuve Nakdong en Corée du Sud. La bataille se termine par la victoire des Nations unies après que de nombreuses troupes des États-Unis et de la République de Corée ont repoussé une puissante attaque nord-coréenne au-delà de la rivière.
Dans une opération pour la défense de Masan au cours de la bataille de Masan, le 35e régiment de la 25e division de l’armée américaine prend position le long de la rivière Nam, l'un des nombreux affluents du Nakdong sur le flanc sud du périmètre de Pusan. La 7e division de l’armée populaire de Corée effectue une traversée de la rivière le 31 août, et bien que le 35e régiment soit en mesure d'endiguer la progression de la Corée du Nord, des milliers de soldats nord-coréens sont en mesure d'exploiter une faille dans la ligne et d'encercler le régiment. Il s'ensuit une intense bataille dans laquelle les unités américaines et nord-coréennes doivent s'engager intensément tout le long et derrière la ligne de la rivière. Finalement, les forces nord-coréennes sont repoussées et vaincues par les troupes américaines.
Pendant la bataille, le 35e régiment d'infanterie contribue à bloquer puis refouler la division nord-coréenne, l'empêchant d'avancer et de capturer Busan. Cela donne un délai suffisant pour permettre aux forces de l'ONU de contre-attaquer Inchon, entrainant la défaite sur le périmètre de Busan de toute l'armée nord-coréenne et son repli. L'action du 35e d'infanterie dans la bataille lui vaut une Presidential Unit Citation.

## Contexte

### Le périmètre de Busan

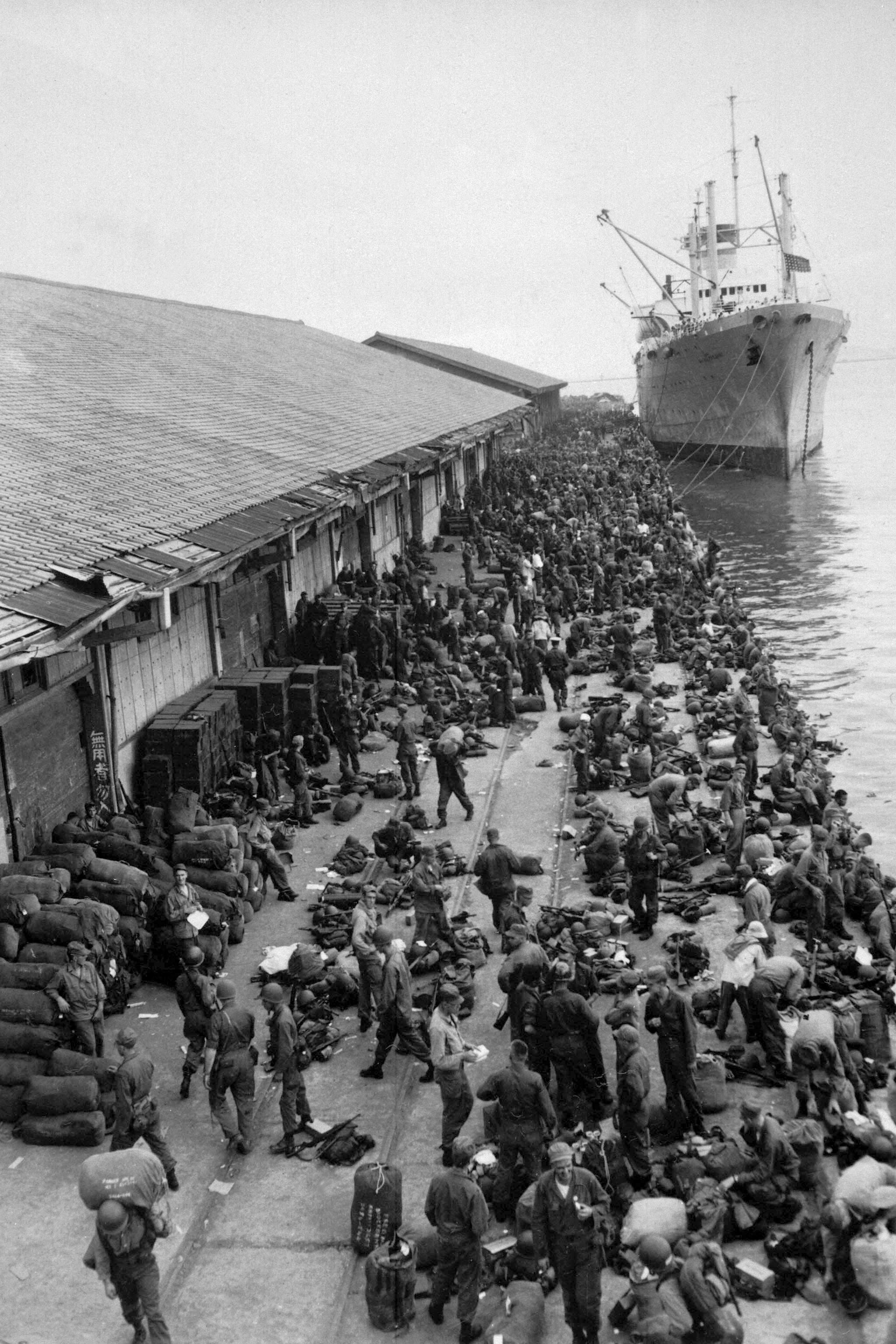
Les troupes américaines en cours de débarquement en Corée, le 6 août 1950.

Dès le début de la guerre de Corée et l'invasion de la Corée du Sud par le Nord, l'Armée populaire de Corée bénéficie d'une supériorité en homme et en équipement tant sur l'armée de terre de la République de Corée que sur les premières forces expédiées par l'Organisation des Nations unies afin d'empêcher l'effondrement de la Corée du Sud. La stratégie nord-coréenne est de poursuivre agressivement les forces des Nations unies et les forces sud-coréennes sur toutes les voies d'approche en direction du sud, attaquant de front et amorçant simultanément un mouvement en tenaille. Cela doit permettre aux Nord-Coréens d’encercler et de couper la retraite de l’ennemi, qui est alors forcé de se retirer en désordre, laissant derrière lui une grande partie de son matériel. De l'offensive initiale du 25 juin aux combats en juillet et début août, les Nord-Coréens utilisent cette stratégie pour vaincre efficacement toutes les forces de l'ONU qui doivent battre en retraite vers le Sud. Cependant, à partir de l’établissement du périmètre de Busan sous la responsabilité de la 8e armée des États-Unis en août, les troupes de l'ONU tiennent efficacement une ligne de défense continue que les troupes nord-coréennes ne peuvent percer ou contourner. La logistique nord coréenne plus faible et éloignée de ses bases ne peut suivre le système logistique mis en place par l'ONU à Busan (en) et leur avantage diminue chaque jour devant le nombre d'hommes et de matériel qui débarque sur le périmètre.
Quand les Nord-Coréens approchent du périmètre de Busan, le 5 août, ils tentent la même technique d'assaut frontal sur les quatre principales voies d'approche vers le périmètre. Tout au long du mois d'août, la 6e division nord-coréenne, et plus tard la 7e division engagent la 25e division d'infanterie américaine durant la bataille de Masan, repoussant d'abord une contre-offensive de l'ONU avant d'attaquer à Komam-ni et à Battle Mountain. La poussée bloque devant les forces de l'ONU, bien équipées et disposant de grandes réserves qui repoussent à plusieurs reprises les forces nord-coréennes. Au nord de Masan, la 4e division nord-coréenne et la 24e division d'Infanterie américaine s'affrontent dans la zone du Nakdong Bulge. Lors de la première bataille du Nakdong, la division nord-coréenne est incapable de tenir sa tête de pont sur la rivière face au grand nombre de troupes de réserve américaines qui tiennent bon et les repoussent, et le 19 août, la 4e division nord-coréenne est refoulée à travers le fleuve avec 50 pour cent de pertes,. Dans la région de Daegu, cinq divisions nord-coréennes qui tentent de prendre la ville sont repoussées par trois divisions de l'ONU à plusieurs reprises au cours de la bataille de Daegu,. Les combats sont violents en particulier dans la Bowling Alley où la 13e division nord-coréenne est presque anéantie. Sur la côte Est, trois autres divisions nord-coréennes sont repoussées par les Sud-Coréens à P'ohang-dong lors de la bataille de P'ohang-dong. Sur l’ensemble du front, les troupes nord-coréennes sont ébranlées par les défaites. Pour la première fois depuis le début du conflit leur stratégie ne fonctionne plus.

### La défense de Masan

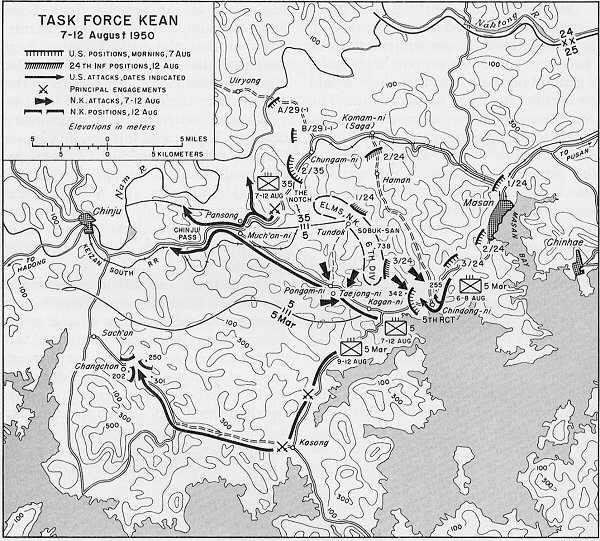
Les mouvements des troupes américaines et nord-coréennes autour de Masan en août 1950.

Le commandant de la 8e armée le lieutenant général Walton Walker ordonne à la 25e division d'infanterie sous les ordres du major général William B. Kean, de prendre des positions défensives sur le flanc sud du périmètre de Busan à l’ouest de Masan. Au 15 août, la 25e division d'infanterie tient ces positions. Le relief à proximité de Masan limite le choix des positions et le groupe de montagne à l'ouest de Masan est le premier terrain aisément défendable à l'est de la passe de Chinju. Les crêtes de 610 m des montagnes de Seobuksan (en) dominent la région et protègent la route de Komam-ni à Haman et à Chindong-ni qui est le seul moyen de communication nord-sud à l’ouest de Masan.
Au nord, de l'autoroute Masan - Chinju à la rivière Nam, il y a plusieurs positions facilement défendables. La meilleure est sur les hauteurs près de Chungam-ni qui contrôle l’important carrefour routier reliant la route de Masan avec celle qui suit la rivière Nam vers Uiryong. Il est aussi essentiel pour le flanc droit de la 25e division d'infanterie d’être connecté avec le flanc gauche de la 24e division d'infanterie à la confluence de la Nam et du Naktong. Par conséquent, la 25e division d'infanterie manœuvre également pour protéger l'intersection située à Komam-ni où la route Chindong-ni - Haman rencontre l'autoroute Masan - Chinju.
Pendant ce temps, la 6e division nord-coréenne est obligée d’attendre des renforts avant de poursuivre l'attaque. Les 13e, 15e et 14e régiments de la division s’étirent du nord au sud. Les premiers renforts arrivent à Chinju vers le 12 août. Environ 2 000 Sud-Coréens non armés enrôlés dans la région de Séoul rejoint la division le 15 août. À Chinju, la 6e division leur remet des grenades et indique aux nouvelles recrues qu’elles vont devoir ramasser les armes des soldats tués et blessés sur le champ de bataille pour s’armer. Un autre groupe de 2 500 Sud-Coréens rejoint la 6e division le 21 août, ce qui porte la force de division à environ 8 500 hommes. Dans la dernière semaine d'août et la première semaine de septembre, 3 000 recrues supplémentaires enrôlées au sud-ouest de la Corée, rejoignent la division. La 6e division utilise ces dernières recrues d’abord pour des taches non combattantes et ne les utilisera comme soldat qu’en dernier recours. Dans le cadre des opérations nord-coréennes dans le sud, la 7e division nord-coréenne arrive également près de Masan avec 10 000 hommes. La 7e division est chargée d’occuper les principaux ports afin de protéger la 6e division contre d'éventuels débarquements amphibies sur ses arrières.

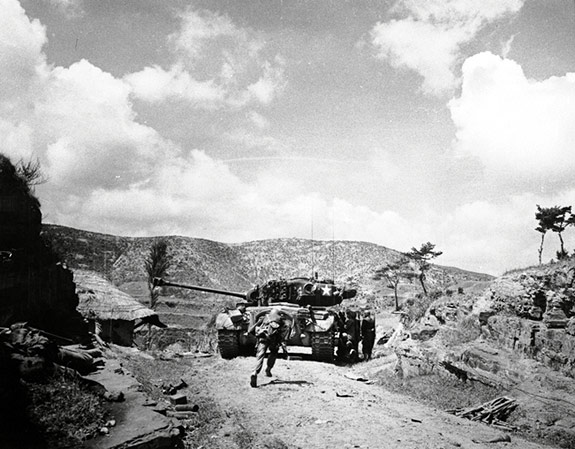
Un char M26 Pershing américain avance à l'ouest de Masan.

Le 31 août 1950, la 25e division tient un front de près de 48 km, depuis le pont de Namji-ri (en) sur le Naktong au Nord et qui se prolonge à l'ouest le long des collines au sud du fleuve en direction de la confluence de la Nam et du fleuve. Là, ligne plie au sud-ouest sur la rive sud de la Nam là où le massif montagneux Sobuk-San s'effile à son extrémité nord vers la rivière.Là, la ligne tourne vers le sud le long des reliefs vers Sibidang-san, traverse le col sur sa face sud par lequel passent le chemin de fer et l’autoroute Chinju-Masan, et continue vers le sud jusqu'à Battle Mountain et P'il-bong. Depuis P'il-bong la ligne s’oriente ensuite vers la route côtière du sud près de Chindong-ni.
Le 35e régiment d'infanterie tient le Nord du front de la division soit 24 km, du pont de Namji-ri à l'autoroute Chinju-Masan. Le régiment est responsable de l'autoroute. Le point le plus faible et le plus vulnérable du régiment se situe dans l’écart de 4,8 km le long de la rivière Naktong entre la plus grande partie de la compagnie F à l'ouest et son 1er peloton à l'est. Ce peloton garde le pont à poutres en porte-à-faux en acier de Namji-ri sur l’extrême droite de la 25e division à la frontière avec la 2e division d'infanterie, qui est positionnée de l'autre côté du fleuve Naktong. Au sud de l'autoroute, le 24e régiment d'infanterie occupe les terrains élevés à l’ouest de Haman, y compris Battle Mountain et P'il-bong. Le 5e régiment du colonel John L. Throckmorton (en) tient l'éperon sud de Sobuk-san de la route côtière à Chindong-ni. Depuis Chindong-ni, des unités du corps des marines ROK protège la ligne sur la côte sud. Le poste de commandement de la 25e division de Kean est situé à Masan, le poste de commandement du 35e régiment d'infanterie 35e est sur le côté est de la route Chirwon-Chung-ni, le poste de commandement du 24e régiment d'infanterie est à Haman et le poste de commandement du colonel Throckmorton et du 5e régiment se situe à Chindong-ni. Le 31 août, la division souffre d'une pénurie de soldat, et un nombre limité de KATUSAs (troupes coréennes anglophones) sont amenés à reconstituer ses rangs.

### La grande offensive du Nakdong

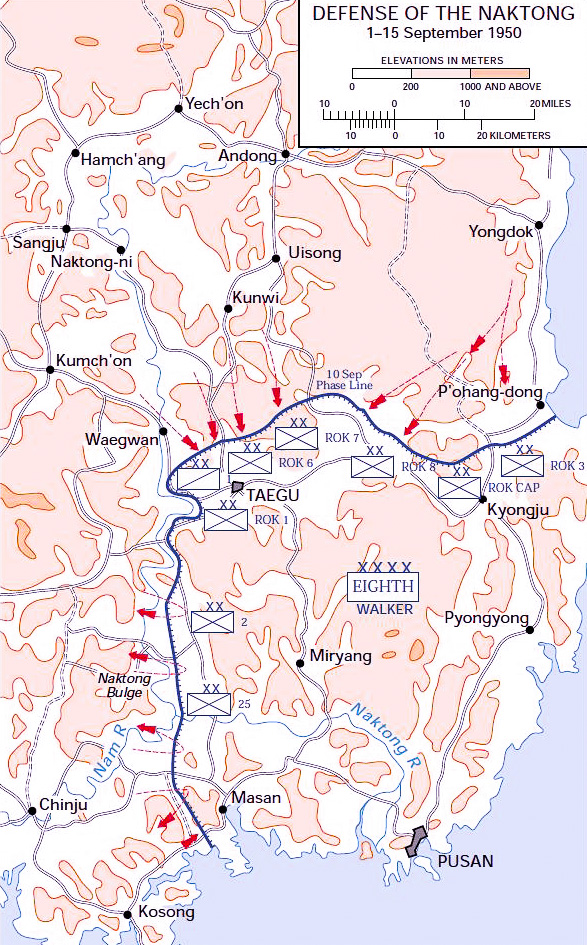
La carte de la ligne défensive de Périmètre Busan en septembre 1950. Masan et la rivère Nam se trouvent au sud-ouest du périmètre.

Lors de la planification de la grande offensive, les commandants nord-coréens se rendent compte que toute tentative d'attaque par les flancs des forces de l'ONU est impossible de par l'appui de la marine américaine. Au lieu de cela, comme seul espoir de réussite, ils choisissent de frapper frontalement le périmètre afin de le réduire. Avertis par le renseignement soviétique, les Nord-Coréens sont conscients que les forces de l'ONU se renforcent le long du périmètre de Busan et qu'ils doivent mener une offensive rapidement, ou renoncer à la bataille. L’objectif secondaire est d’encercler Daegu et de détruire les unités américaines et sud-coréennes présentes dans la ville. À cette fin, les unités nord-coréennes prévoient d'abord de couper les lignes d'approvisionnement vers Daegu.
Le 20 août, le commandement nord-coréen distribue les ordres opérationnels à leurs unités subordonnées. Ces ordres appellent à une attaque simultanée contre les lignes de l'ONU sur cinq zones différentes afin de submerger les défenseurs de l'ONU et de permettre aux Nord-Coréens de percer les lignes et de repousser les forces de l'ONU sur au moins une des zones. Cinq groupes de combat sont constitués. L'attaque au sud-ouest du périmètre est menée par les 6e et 7e divisions qui doivent percer la 25e division d'infanterie américaine à Masan,.

## La bataille
Dans la partie sud du secteur défendu par la 25e division d’infanterie, le 1er corps nord coréen prévoit une forte attaque en coordination avec une attaque contre la 2e division américaine plus au nord. Les 6e et 7e divisions nord-coréennes reçoivent leurs ordres d'attaque le 20 août qui prévoient l’assaut contre les lignes américaines le 31 août à 22h00. La 6e division, la plus au sud sur le flanc droit, doit attaquer via Haman, Masan et Chinhae puis prendre Kumhae, sur la rive ouest du delta du Naktong à 24 km de Busan, avant le 3 septembre. La zone d’attaque de la division passe au sud de la route de Chinju à Komam-ni et Masan. La 7e division, située au nord de la 6e division, prévoit d'attaquer au nord de l'autoroute Masan, bifurquer vers le Naktong, et attendre la 6e division sur sa droite et la 9e division nord-coréenne sur sa gauche pour se joindre à ces dernières. Une partie de la 7e division est regroupée dans la région d’Uiryong à l’ouest de la rivière Nam. Ce plan oppose la 6e division d’infanterie nord-coréenne au 24e régiment d’infanterie américain et la 7e division nord-coréenne au 35e régiment américain. La 6e division a déjà engagé le 24e régiment d’infanterie à Battle Mountain pendant plusieurs semaines, sans résultats significatifs pour aucun des partis. Le commandant de la 25e division, le major général William B. Kean, conscient qu'une offensive est en cours de préparation, est inquiet des capacités du 24e d'infanterie et il commence à établir un rapport sur la performance du régiment pour déterminer comment améliorer ses capacités. La 6e division nord-coréenne frappe le 24e régiment d’infanterie à Haman, le 31 août, et le pousse au repli après un engagement lourd. La 6e division et le 24e régiment commencent une lutte acharnée qui va durer plus jours autour d'Haman. Pendant ce temps, la 7e division lance son attaque contre le 35e régiment.

### La traversée des Nord-Coréens

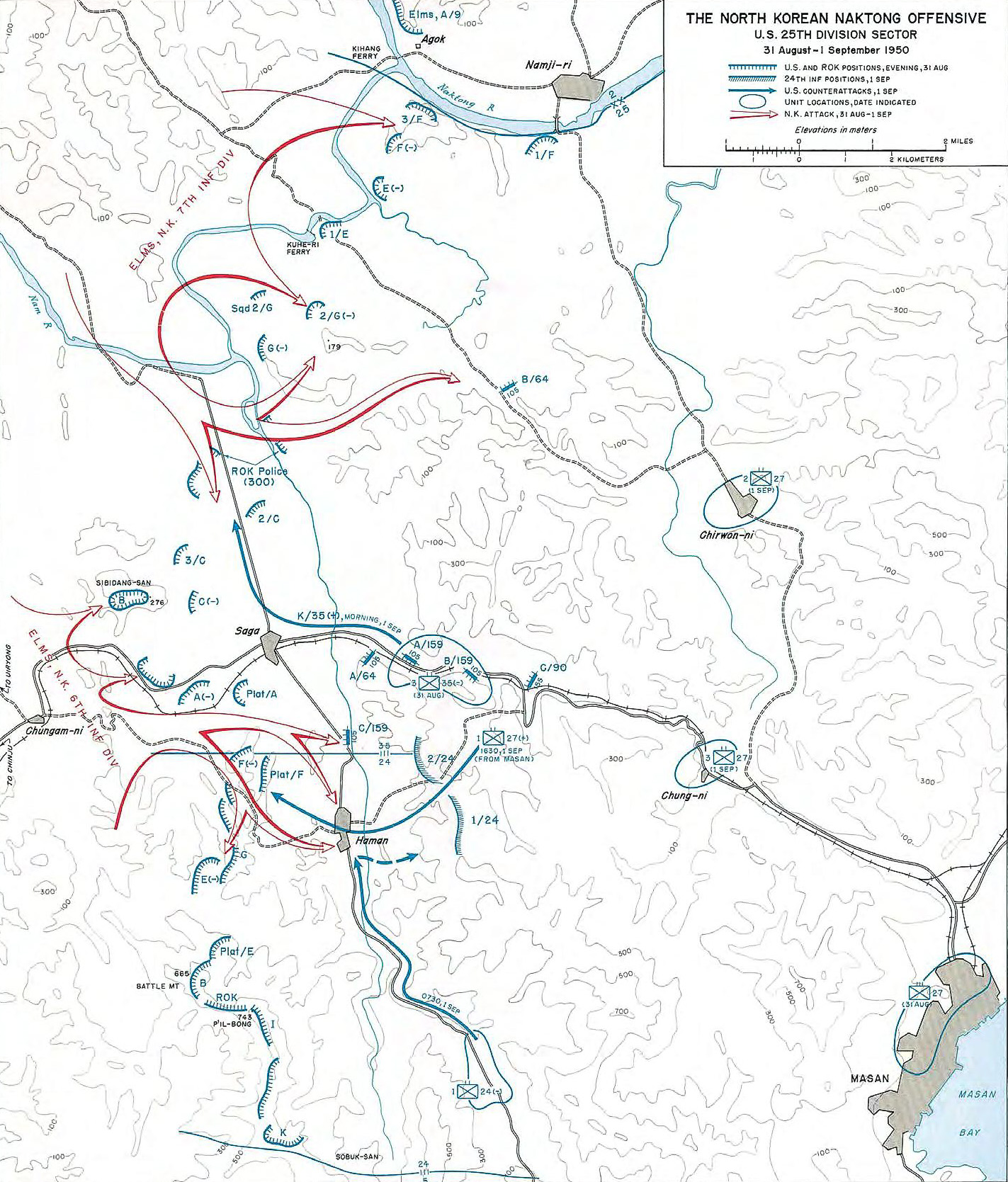
Carte du secteur de la 25e division lors de la bataille de la rivière Nam.

Pendant ce temps, les troupes nord-coréennes de la 7e division engagent tous leurs efforts contre la ligne du 35e d'infanterie. À 23h30 le 31 août, un canon automoteur SU-76 nord-coréenne traverse la Nam et tir des obus sur les positions de la compagnie G du 35e régiment surplombant la rivière. En quelques minutes, l'artillerie nord-coréenne attaque l’ensemble des compagnies du régiment depuis la rive ouest du pont de Namji-ri,. Sous le couvert de l’artillerie, un régiment de la 7e division traverse la rivière Nam et attaque les compagnies F et G du 35e. D'autres soldats nord-coréens franchissent la Nam sur un pont sous-marin (en) en face des rizières au nord de Komam-ni et à proximité de la frontière entre le 2e bataillon, dirigé par le lieutenant-colonel John L. Wilkins, Jr., tenant le bord de la rivière et le 1er bataillon du lieutenant-colonel Bernard G. Teeter tenant la ligne de colline qui s’étend de la rivière Nam à Sibidang-san et à l'autoroute Chinju-Masan. Le 35e régiment d'infanterie, qui doit faire face à des pénuries de matériel et de renforts, est sous équipé mais néanmoins préparé à une attaque.
Au niveau du site de traversée de la rivière par le ferry situé entre ces deux bataillons, le commandant du régiment, le colonel Henry Fisher place 300 policiers sud-coréens, dans l'espoir qu'ils puissent tenir assez longtemps pour servir d'avertissement pour le reste des troupes nord-coréennes. L’artillerie américaine située sur les collines surplombant la zone doit couvrir ces derniers. De retour à Komam-ni, Fisher prépare le 3e bataillon à une contre-attaque en cas de pénétration de l'ennemi. Mais de façon inattendue, les compagnies de police près du ferry se dispersent aux premiers tirs nord-coréens. À 00h30, les troupes nord-coréennes s’engouffrent par ce trou dans la ligne, certaines manœuvrent à gauche pour prendre la compagnie G par son flanc et à revers, tandis que les autres soldats manœuvrent à droite pour attaquer la compagnie C, qui se situe sur un éperon rocheux à l'ouest de la route de Komam-ni. Les éléments des compagnies C et D forment une ligne de défense le long de la digue à la limite nord de Komam-ni où des chars américains les rejoignent à l'aube. Les Nord-coréens, cependant, ne passent pas par le carrefour routier de Komam-ni à 6,4 km au sud de la rivière comme Fisher le prévoyait ; à la place, ils manœuvrent vers l'est dans les collines derrière le 2e bataillon.

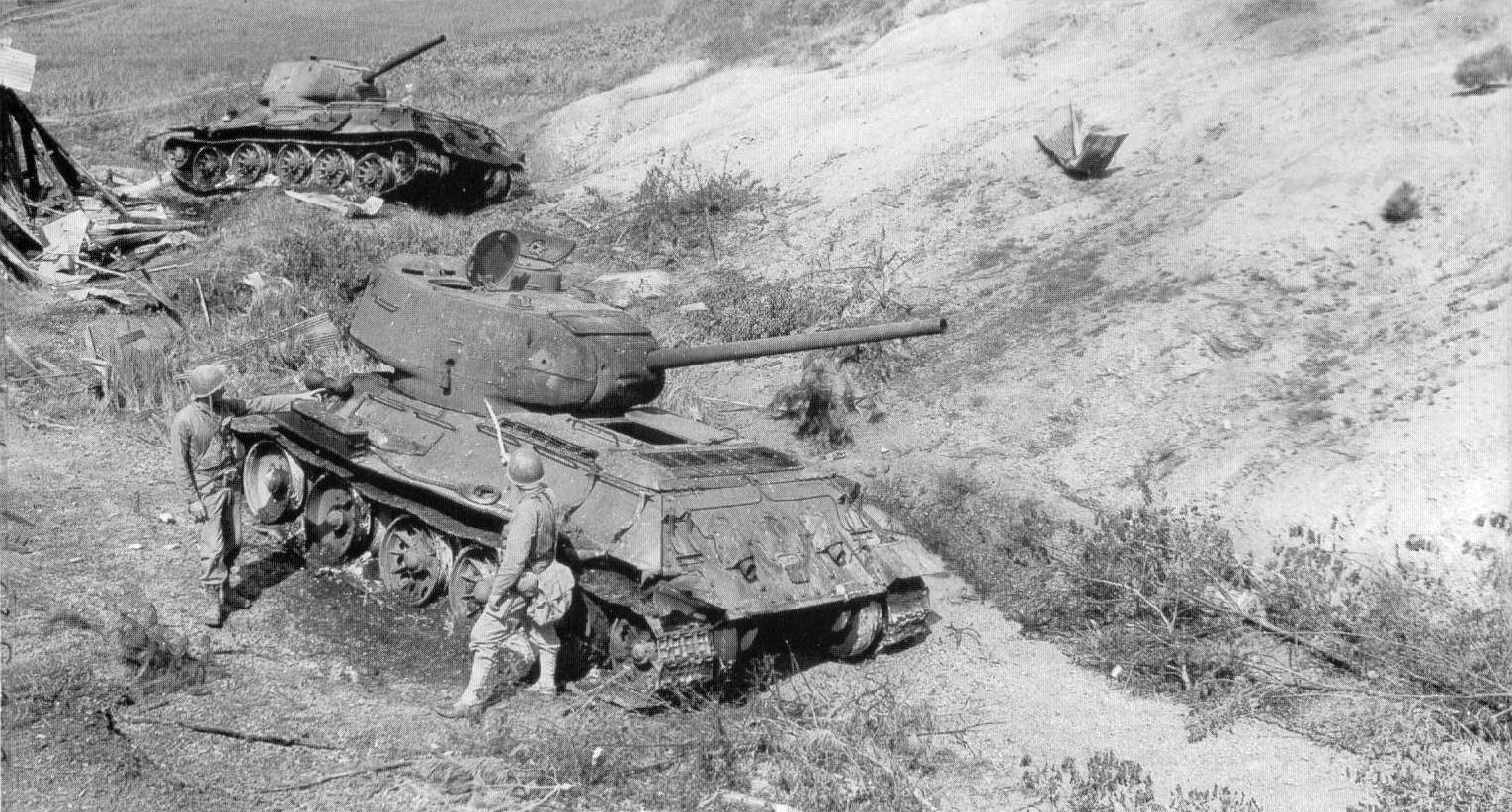
Deux chars T-34 mis hors service en septembre 1950 lors de la guerre de Corée.

La position de la compagnie B du 35e d'infanterie est située sur les hauteurs de Sibidang-san, au bord de la route de Masan à 3,2 km à l'ouest de Komam-ni. Cette dernière donne à la compagnie une vue imprenable sur la campagne environnante. C’est une position clé dans la ligne de la 25e division, et Kean est conscient que les Nord-Coréens envisagent ce site comme une cible importante pour leur offensive. Le barrage préparatoire d’artillerie nord-coréen, dure de 11h30 à minuit. Sous cette couverture, deux bataillons du 13e régiment de la 6e division nord-coréenne manœuvrent vers les hauteurs à moins de 140 m des positions américaines. Dans le même temps, des chars T-34, des canons automoteurs SU-76 et des canons antichars nord-coréens prennent la direction de Komam-ni sur la route au pied de Sibidang-san. Un char américain Sherman M4A3 détruit un T-34, juste après minuit, et une escouade équipée de bazooka de 3,5 pouces détruit un canon automoteur et plusieurs canons antichars de 45 mm.
Sur la crête de Sibidang-san, un champ de mines antipersonnel arrêté le premier assaut d’infanterie nord-coréenne. Et Nord-coréens ont ensuite enchainé une série d'attaques rapprochées qui ont toutes été repoussées par la puissance de feu supérieure des troupes américaines. À 02 h 30 les fusiliers de la compagnie B sont tellement à court de munitions qu'ils commencent le décapage des balles de mitrailleuses afin de les utiliser dans leurs fusils. Le 1er peloton de la compagnie C, situé au pied de la montagne derrière la compagnie B, escalade Sibidang-san en 45 minutes chargé d’un ravitaillement en munitions. Juste avant l'aube, l'attaque nord-coréenne se calme. La lumière du jour révèle une grande quantité d'équipement nord-coréen abandonné et éparpillé sur la pente juste au-dessous de la crête, dont 33 mitrailleuses. Parmi les morts nord-coréens se trouve le commandant du 13e régiment nord-coréen.
Au lever du jour, le 1er septembre, une force de secours composée des soldats de la compagnie C du quartier général, menée par les chars américains, ouvre la route de Sibidang-san et réapprovisionne en munitions le 2e peloton de la compagnie B juste à temps pour lui permettre de repousser une nouvelle attaque nord-coréenne. Cet assaut, qui échoue, entraîne la mort de 77 soldats et la capture de 21 Nord-Coréens. Bien que le 35e d’infanterie tient l’ensemble de ses positions d'origine à l’exception de celle du peloton avancé de la compagnie G, 3 000 soldats nord-coréens ont franchi les lignes,. La pénétration la plus profonde atteint les hauteurs juste au sud de Chirwon donnant sur la route nord-sud.
Dans l'intervalle, la 6e division nord-coréenne fait des percées dans le secteur du 24e régiment d'infanterie situé au sud, écrasant le régiment et le forçant à se replier. Le 2e bataillon du 24e régiment, sur les crêtes surplombant Haman, est repoussé et ses soldats se retirèrent dans le désordre. Des survivants des 1er et 2e bataillons du 24e régiment réapparaissent plus tard sur les lignes du 35e régiment, et les commandants de ce dernier ne peuvent que constater que l’ensemble du régiment a été mis en miette par l’attaque nord-coréenne. Kean ordonne au 1er bataillon du 27e d'infanterie de manœuvrer afin d’aider à rétablir les positions du 24e.

### L'infiltration nord-coréenne
Dans une contre-attaque menée après l'aube, la compagnie K et les chars ont partiellement repris le contrôle des crêtes surplombant Haman, mais pas complètement. Un grand nombre de Nord-Coréens se trouvent derrière les positions de combat du 35e d’infanterie notamment dans les zones de Chirwon-ni et Chung-ni, à 9,7 km à l'est de Komam-ni et du front. Les Nord-Coréens continuent à traverser la rivière Nam après l’aube le 1er septembre dans la zone séparant le 1er et le 2e bataillons. Des avions d'observation repèrent environ quatre compagnies traversant là et dirigent les tirs du 64e bataillon d'artillerie qui détruisent environ les trois quarts des compagnies. Des avions de chasse mitraillent les survivants par la suite. Plus tard dans la journée, un autre grand groupe de Nord-Coréens est repéré à découvert près de la rivière et des avions américains dirigent les tirs d'artillerie sur la colonne, faisant 200 victimes nord-coréennes.
Le plan d’attaque du 1er corps nord-coréen prévoit pour sa 6e division de pousser à l'est le long de la route principale Chinju-Komam-ni-Masan à travers le 1er bataillon du 35e d'infanterie, et en même temps pour les principaux éléments de sa 7e division de se diriger au sud-est derrière le 2e bataillon, 35e d'infanterie, et couper la route de Chirwon. Cette dernière traverse le fleuve Naktong avec un pont en acier à Namji-ri dans la zone de la 2e division américaine d’infanterie et poursuit vers le sud par Chirwon pour rejoindre la principale autoroute vers Masan à 13 km à l'est de Komam-ni près du village de Chung-ni, à 6,4 km au nord-ouest de Masan. Ces deux voies d'approche, la route Chinju-Komam-ni-Masan et la route Chirwon convergent à Chung-ni et forment les axes du plan d'attaque nord-coréen.
Les troupes du génie militaire mènent une contre-attaque sur la route secondaire vers Chirwon le 1er septembre. Les progrès sont lents et les Nord-Coréens les arrêtent en début d'après-midi. Le 35e d’infanterie est maintenant encerclé par les forces des 6e et 7e divisions nord-coréennes, avec environ trois bataillons à l’intérieur de ses lignes. Revenant plus tard sur la situation, Fisher dit : « Je n'ai jamais eu l'intention de me replier. Il n'y avait aucun endroit où aller. Je comptais aller dans le périmètre du régiment et tenir ».

### La contre-attaque du2ebataillon,27erégimentaméricain

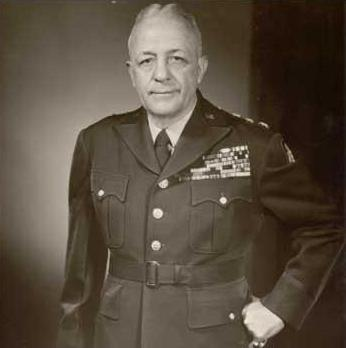
Le major général William B. Kean commandant de la d'infanterie américaine.

Dans l’après-midi, Kean estime que la situation est grave et menace l'intégrité de la ligne de la division. Il ordonne au 2e bataillon du 27e régiment d'infanterie d’attaquer derrière le 35e régiment, parce qu'une grande partie de l'artillerie de la division est sous l’attaque directe de l’infanterie nord-coréenne. Durant la matinée du 1er septembre, lorsque les troupes de la 7e division nord-coréenne ont attaqué, et la première unité américaine qu’ils rencontrent est la compagnie G du 35e d'infanterie. Alors que certaines unités nord-coréens attaquent la compagnie G, d'autres engagent la compagnie E à 3,2 km en aval de cette première, et d'autres encore attaquent des unités dispersées de la compagnie F jusqu’à son 1er peloton, qui garde le pont de Namji-ri. Là, sur le flanc extrême droit de la 25e division américaine, ce peloton réussit à chasser une force nord-coréenne après une lutte acharnée. Le 2 septembre, la compagnie E a détruit la plupart d'un bataillon nord-coréen dans de lourds combats.
De toutes les unités du 2e bataillon, c’est la compagnie G qui subit les coups les plus durs. Avant l'aube du 1er septembre, les troupes nord-coréennes lancent un assaut lourd contre cette dernière. Peu après 03h00, ils envahissent le 3e peloton de mortier lourd de la compagnie qui doit quitter sa position. Ce peloton escalade la colline 179 et rejoint sur sa crête le 2e peloton de la compagnie G. Pendant ce temps, le 3e peloton de la compagnie G, sur une petite colline le long de la rivière Nam à 6,4 km à partir de sa jonction avec le fleuve Naktong, se retrouve aussi dans des combats rapprochés. Après l’aube, le capitaine LeRoy E. Majeske, commandant la compagnie G, demande des concentrations d'artillerie et des frappes aériennes, mais elles mettent du temps à se mettre en œuvre. À 11h45, les Nord-Coréens ont presque atteint le sommet de la colline, et seulement un espace étroit sépare les deux forces. Quelques minutes plus tard Majeske est tué, et le sous-lieutenant George Roach, commandant le 3e peloton, signale encore une fois l’urgence de la situation et demande une frappe aérienne. L'US Air Force finit par frapper la partie de la colline tenue par les Nord-coréens, ce qui met un frein l'assaut. À ce moment, de nombreuses troupes nord-coréennes capturent et occupent des positions retranchées du peloton et lancent depuis ces dernières des grenades sur les positions encore occupées par les Américains. Une des grenades tue Roach au début de l'après-midi. C’est alors le sergent de première classe Junius Poovey qui prend le commandement. À 18h00, Poovey ne dispose plus que de  12 soldats en état de se battre dans le peloton, 17 des 29 hommes encore vivants sont blessés. Ne disposant presque plus de munitions, Poovey demande et reçoit l'autorisation de se retirer sur la position principale de la compagnie G. Avec l'obscurité, les 29 hommes, dont trois sur des civières, se retirent, couverts par l'arrivée des chars américains. Le groupe atteint la position de la compagnie G sur la colline 179 à 23h30.

### L'impasse
Alors que la compagnie G tient ses positions le 2 septembre sur la colline 179, contre les attaques nord-coréennes, le 2e bataillon du 27e d'infanterie lance à 17h00 depuis la zone de Chung-ni, une attaque dans la direction de la compagnie G au nord-ouest. Le bataillon ne fait que des progrès lents contre des forces nord-coréennes très nombreuses. La nuit est très sombre et le terrain le long de la route Kuhe-ri ferry est montagneuse. Après avoir combattu pendant toute la nuit, le bataillon atteint une position au sud des positions défensives originales de la compagnie G du 35e d'infanterie le lendemain à 15h00. Une attaque coordonnée par des blindés, l'artillerie, l’Air Force est lancée dans l’après-midi et avant 18h00 le bataillon a rétabli la ligne de bataille. Cette attaque du 2e bataillon, 27e d'infanterie, tue 275 Nord-Coréens et permet de récupérer une grande partie de l'équipement de la compagnie G perdu plus tôt.
Le 2e bataillon, 27e d’infanterie demeure sur les positions regagnées au cours de la nuit du 3 septembre. À 08h00 le lendemain matin, la compagnie G, 35e d'infanterie, soulage le 2e bataillon sur ces positions et commence son attaque vers la route d'approvisionnement. Durant ce laps de temps, les Nord-Coréens ont à nouveau repoussé la compagnie G de ces positions rétablies. Le 2e bataillon, 27e d’infanterie se retourne, attaque, et rétabli une fois de plus les positions de la compagnie G. À 12h00 le 4 septembre, le 2e bataillon manœuvre à nouveau depuis ces positions vers la compagnie G et reprend son attaque vers l'arrière le long de la route dans l'écart entre les 1er et 2e bataillons du 35e d'infanterie. Il est presque immédiatement en contact avec les forces nord-coréennes. Les mitrailleuses nord-coréennes tirent sur les troupes américaines depuis trois directions. Des pluies torrentielles arrivent réduisant fortement la visibilité alors que le bataillon commence à manquer de munitions. Le commandant ordonne au bataillon de se retirer sur un terrain plus favorable à 460 m pour qu'il puisse se ravitailler.
Le ravitaillement s’est avéré être une tâche difficile. Le bataillon avait dégagé la route de ravitaillement deux jours auparavant lors de son attaque en soutien aux positions de la compagnie G, mais elle est à nouveau fermée. Le commandant du bataillon demande un ravitaillement aérien et le lendemain matin, le 5 septembre, huit avions de transport accomplissent le réapprovisionnement. Le 2e bataillon, 27e d'infanterie, est prêt à reprendre son attaque vers l’arrière de la ligne. Dans la soirée, il dégage à nouveau la route d'approvisionnement et les terrains adjacents à la pénétration nord-coréenne sur une distance de 7 300 m vers l'arrière des positions de première ligne de la compagnie G. À ce stade, le bataillon reçoit l'ordre de stopper et de se préparer à attaquer au nord-est et de faire jonction avec le 1er bataillon, 27e d'infanterie.

### Le3ebataillon,27erégimentaméricain

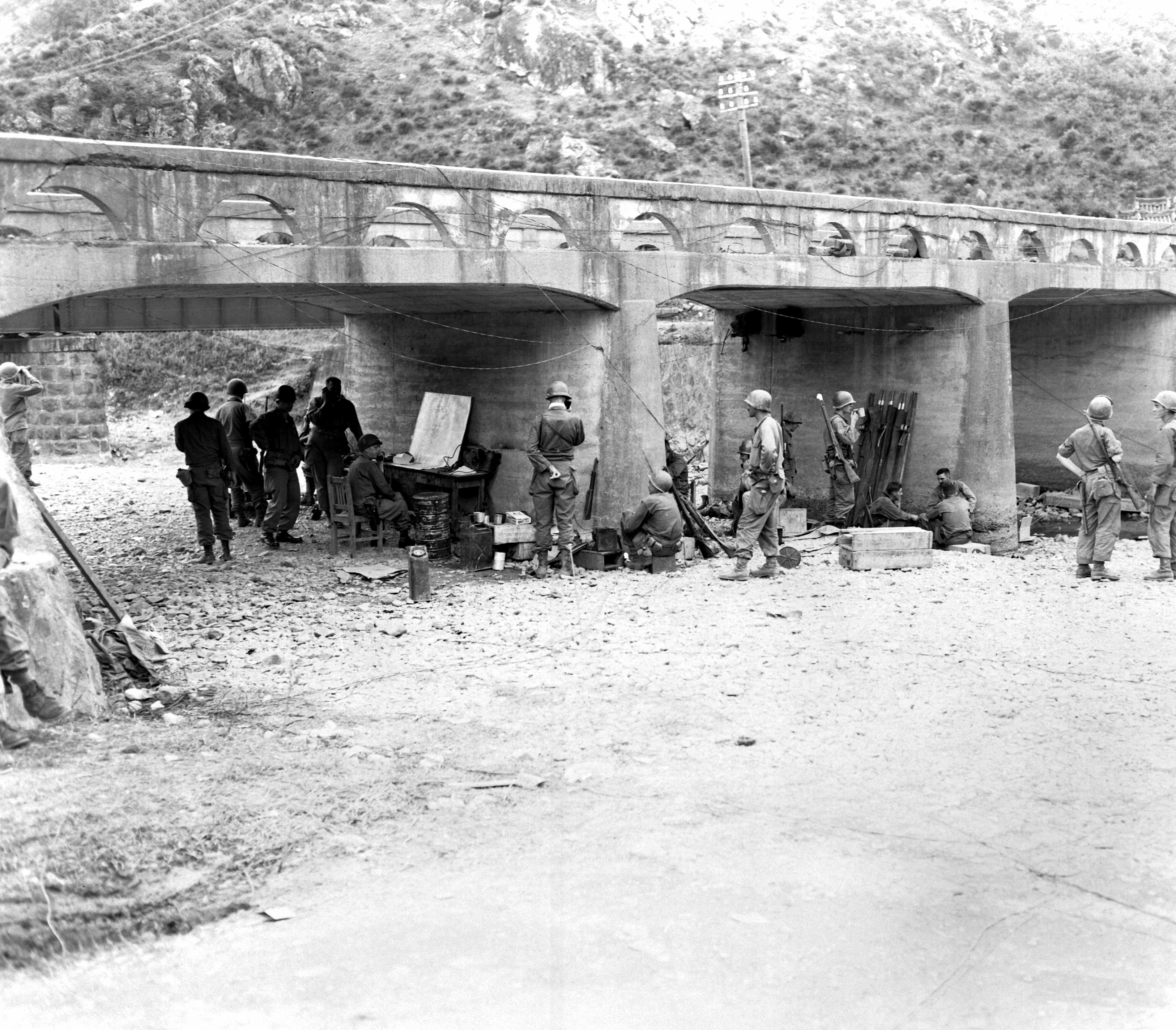
Le poste de commandement du 27e d'infanterie sous un pont près de Haman.

Après le départ du 2e bataillon du 27e régiment  de la région Chung-ni le 2 septembre pour mener son attaque vers la compagnie G, les Nord-Coréens attaquent le poste de commandement du 24e régiment d'infanterie et plusieurs positions d'artillerie. Pour répondre à cette nouvelle situation, le général Kean ordonne au bataillon restant du 27e d'infanterie, le 3e bataillon commandée par le lieutenant-colonel George H. Dechow, de contre-attaquer et de détruire les Nord-Coréens qui opèrent dans cette zone,.
Après des combats le matin du 3 septembre contre plusieurs centaines de Nord-coréens à proximité des positions d'artillerie, le bataillon de Dechow lance son attaque à 15h00 vers les hauteurs accidentées à l'ouest du « fer à cheval ». Sa mission est de saisir et fixer les hauteurs dominant le « fer à cheval », puis de soulager la pression à l'arrière du 24e d’infanterie. Après l’avancée du bataillon sur une certaine distance, une force nord-coréenne, estimée à plus de 1 000 hommes, contre-attaque et inflige de lourdes pertes dont 13 officiers. Initialement une seule pièce d'artillerie participe en soutien à l'attaque, des chars américains supplémentaires sont alors envoyés pour aider à sécuriser le flanc droit exposé et l'arrière, et des frappes aériennes contiennent la force nord-coréenne. Le bataillon réussit finalement à prendre les hauteurs.
Le lendemain matin, le 4 septembre, au lieu de poursuivre l'attaque vers le poste de commandement du 24e d’infanterie, le 3e bataillon, 27e d'infanterie reçoit l’ordre d'attaquer dans la zone Komam-ni où les troupes nord-coréennes attaquent les positions d'artillerie américaines. Cette attaque démarre à 09h00 dans un feu nourri. Dans l'après-midi, des fortes pluies ralentissent l'attaque, mais après toute une journée de combat, les compagnies I et K, avec le soutien de nombreuses frappes aériennes, capturent les hauteurs dominant le carrefour de Komam-ni. Les nombreuses pertes dans le bataillon avaient conduit Kean à rattacher la compagnie C du 65e bataillon de combat du génie au 3e bataillon. Le lendemain, le 5 septembre, le 3e bataillon, 27e d'infanterie conduit son attaque à travers un terrain accidenté en direction de Haman et de la zone du poste de commandement du 24e régiment. Dans son attaque, le 3e bataillon fait plus de 300 morts nord-coréens dans la région traversée.

### L'attaque contre l'artillerie
La série d'événements qui oblige Kean à changer la direction de l'attaque de Dechow vers Komam-ni débute à 01h00 le 3 septembre. Le 1er bataillon du 35e d'infanterie a poussé plus à l'ouest que toutes autres unités des forces de l'ONU en Corée à ce moment. Derrière ses positions sur Sibidang-san, la principale route d'approvisionnement et les arrières sont aux mains des Nord-coréens. La route n’est alors empruntable qu’à la lumière du jour et sous escorte de véhicules. Sur Sibidang-san le bataillon tient ses positions d'origine après les violents combats du 1er septembre, mais il est complètement encerclé. Des barbelés, des pièges et des fusées éclairantes, et de nombreuses armes d'appui notamment contiennent le bataillon à l'intérieur de ce périmètre serré. Le bataillon a cependant l'avantage de pouvoir appeler des tirs d'artillerie de protection couvrant toutes les voies d’approches. Les unités du 35e disposent aussi de points forts biens construits tout au long de la bataille que les Nord-Coréens ne peuvent pas pénétrer. Une heure après minuit une attaque nord-coréenne frappe le bataillon. La lutte se poursuit jusqu'à l'aube du 3 septembre. À ce moment, le 1er bataillon du 35e d'infanterie compte 143 Nord-coréens morts devant ses positions, et sur cette base, il estime que le total des pertes nord-coréennes doit être d’environ 500 hommes.
Dans la nuit, le 64e bataillon d'artillerie de campagne, en soutenant le 1er bataillon, se retrouve directement impliqué dans les combats. Environ 50 Nord-Coréens s’infiltrent avant l'aube vers la position de la batterie A et l’attaquent. Les Nord-Coréens, employant des mitrailleuses, envahissent deux positions du périmètre et atteignent les pièces d'artillerie à 03h00. Là, le capitaine Andrew C. Anderson et ses hommes doivent combattre au corps à corps avec les Nord-Coréens. Certains des canons tombent temporairement aux mains des Nord-coréens, mais les artilleurs repoussent l'attaque, aidés par la concentration de tirs de la batterie C du 90e bataillon d’artillerie de campagne situé à proximité, ce qui coupe les renforts nord-coréens. En défendant ses canons dans cette nuit de combat, la batterie A perd sept hommes tués et 12 blessés.
Les 159e et 64e bataillons d’artillerie de campagne, disposent de cinq batteries munies d’obusiers de 105 mm, et le 90e bataillon d’artillerie de campagne dispose d’une batterie qui tire des obus de 155 mm, pour un total de 36 canons qui combattent en soutien au front de la rivière Nam dans la partie nord du secteur de la 25e division. Un canon de 155 mm tire de Komam-ni à la zone nord de Chungam-ni, l'itinéraire d’approvisionnement de la 6e division nord-coréenne. Une autre pièce d'artillerie avancée garde le pont d’Iryong-ni sur la Nam. La 25e division d'artillerie estime que l’artillerie a tué environ 1 825 soldats nord-coréens pendant les trois premiers jours de septembre. Dans ce moment critique de la grande offensive du Nakdong, la 5e US Air Force ajoute sa puissance de feu à celle de l'artillerie de la division en appui à la force terrestre. Walker attribue la victoire des Nations unies dans ce secteur directement au vaste soutien aérien que la division a reçu dans la bataille.

### Les Nord-Coréens repoussés
Des combats confus continuent derrière la ligne du 35e d'infanterie la semaine suivante. Les bataillons, compagnies et pelotons, coupées et isolées, combattent sans contrôle directs de leurs supérieurs et globalement sans soutien à l'exception des parachutages qui ravitaillent la plupart de ces unités. Les parachutages fournissent également des forces de secours en essayant d'atteindre les unités de première ligne. Des chars et des véhicules blindés conduisent aux unités isolées des fournitures, des vivres et de munitions et embarquent les blessés critiques en retour. En général, le 35e régiment d'infanterie combat sur ses positions d'origine de la ligne, tandis que dans un premier temps, un bataillon, et plus tard deux bataillons, du 27e régiment d'infanterie combattent dans sa direction à travers quelque 3 000 Nord-Coréens sur leurs arrières.
Bien que la 25e division soit globalement moins sous la pression des unités nord-coréennes après le 5 septembre, il y a encore des attaques locales sévères. Le 6 septembre, 1er bataillon, 27e d'infanterie, manœuvre vers le nord de la région de Haman pour rejoindre 2e bataillon afin de nettoyer les troupes nord-coréennes sur les arrières du 35e régiment d’infanterie et au-dessous de la rivière Nam. Pris entre les positions du 35e d'infanterie sur les collines le long de la rivière et l’attaque des unités d'infanterie du 27e, un grand nombre de Nord-Coréens sont tués. Seize groupes différents sont dispersés avec de lourdes pertes au cours de la journée. Au matin du 7 septembre, il y a des informations selon lesquelles les survivants de la 7e division nord-coréenne essaient de fuir à travers la rivière Nam. Cependant, les Nord-Coréens lancent une nouvelle attaque contre le 35e d'infanterie, mais cette dernière est rapidement repoussée. La 25e division d'infanterie enterre plus de 2 000 Nord-coréens, tués entre le 1er et le 7 septembre  derrière ses lignes. Ce nombre ne comprend pas les soldats tués sur la ligne de front initiale en face de ses positions.

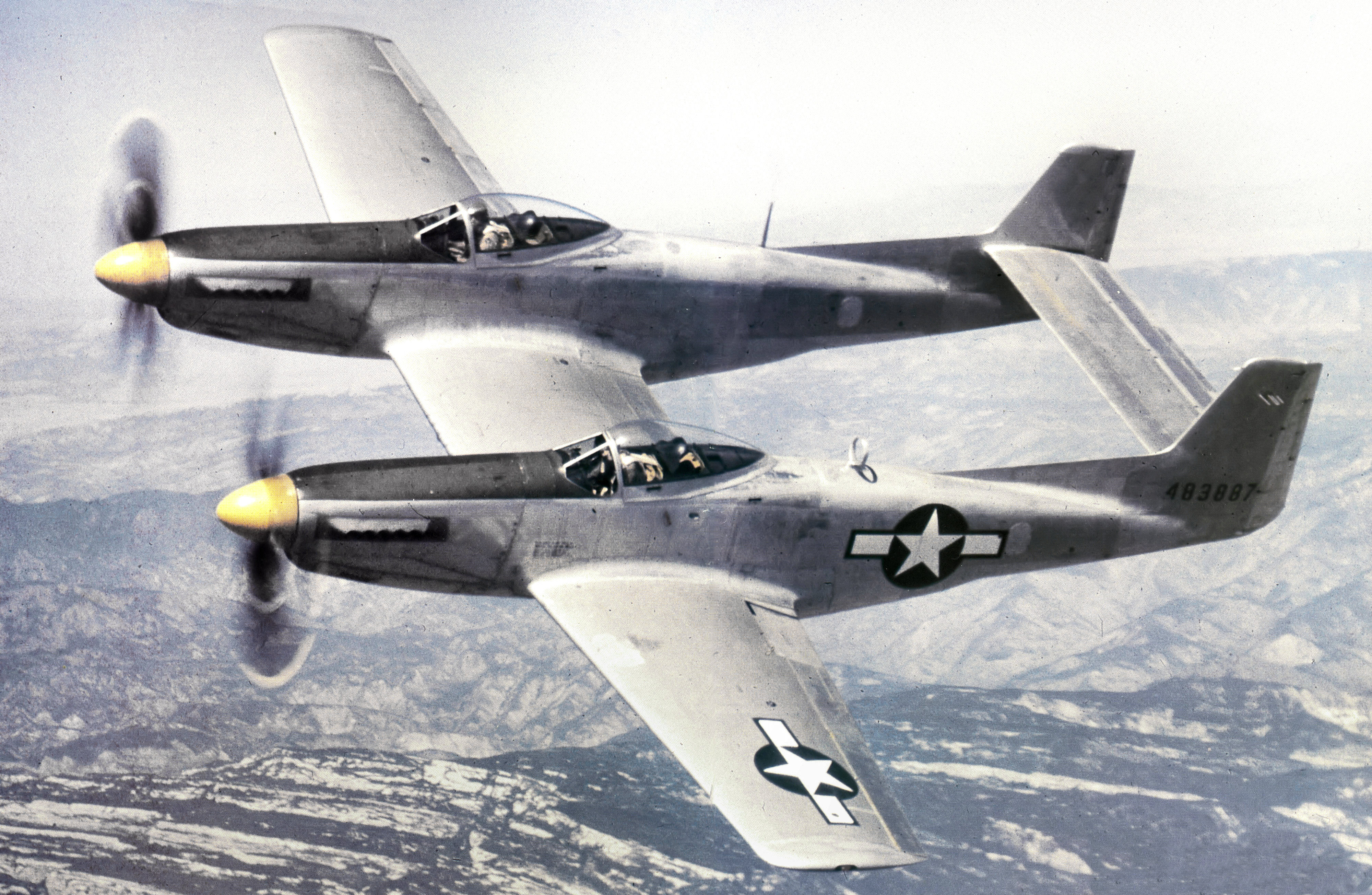
un North American F-82 Twin Mustang.

Les fortes pluies entrainent la hausse de la Nam et du Naktong le 8 et le 9 septembre, ce qui réduit le risque de nouvelles traversées des Nord-coréens. Le 8 septembre, alors que cela fait près d’une semaine que le 35e d'infanterie garde le pont Namji-ri sur le Naktong, un North American F-82 Twin Mustang bombarde ce dernier par erreur avec une bombe de 500 livres qui détruit les 24 m de la travée centrale. Seuls les ponts au nord de la jonction de la Nam et du Naktong sont censés être bombardés à ce stade. En effet, certains  commandants locaux pensent que si les Nord-Coréens devaient contourner ce pont et traverser le Naktong plus à l'Est, il n’y aurait plus rien entre eux et Busan. Les attaques nord-coréennes contre le 2e bataillon, 35e d'infanterie ont eu lieu chaque nuit et les approches du pont sur la rive nord ont été minées. À un moment donné, il y a jusqu'à une centaine de morts nord-coréens dans la zone. Du 9 au 16 septembre, il y a des attaques limitées sur le front du 35e d’infanterie, mais l’essentiel de l'élan nord-coréen a été brisé et ils ne peuvent pas rassembler suffisamment de forces pour mener à nouveau des attaques d’envergure contre le régiment.

### Le retrait nord-coréen

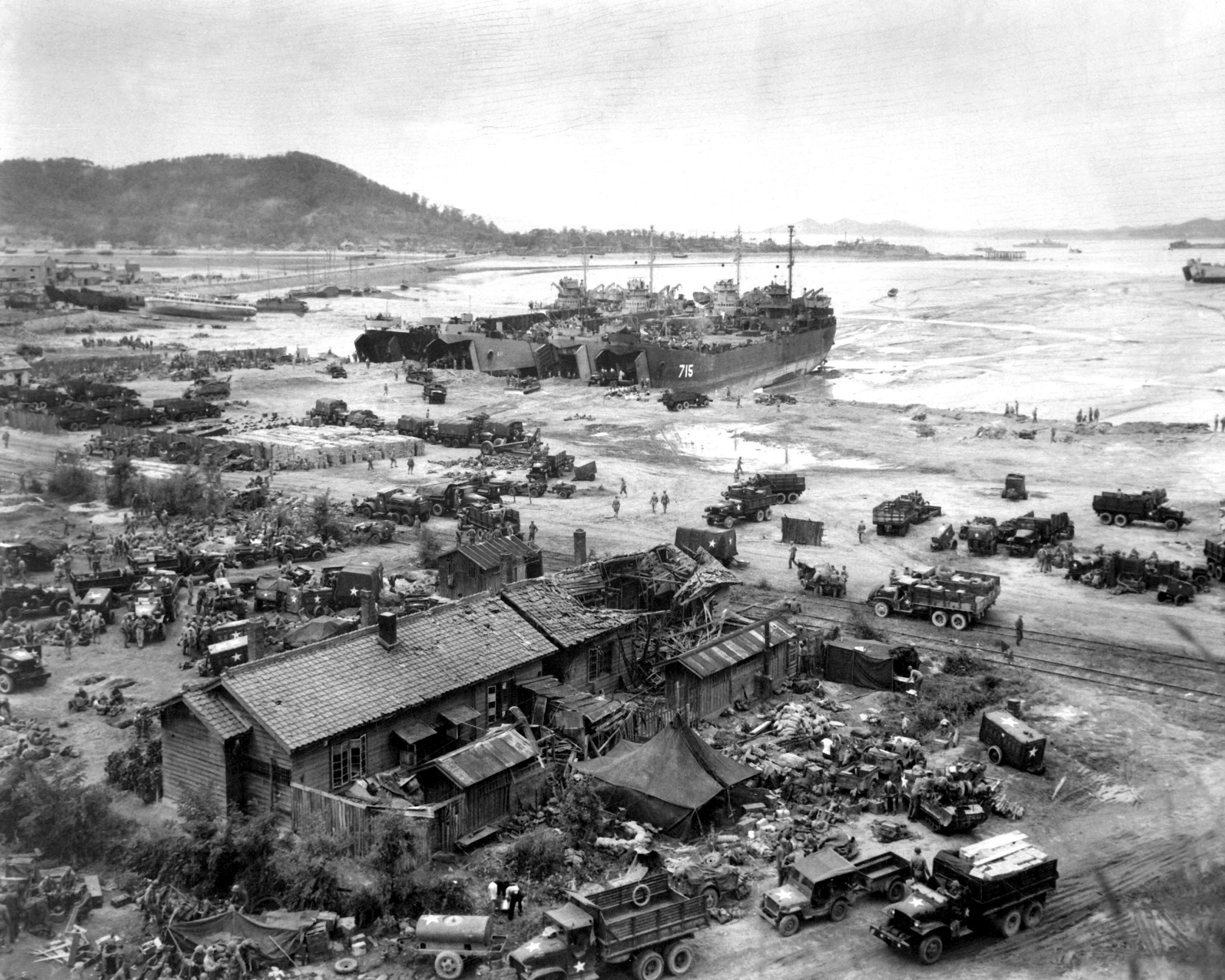
Le débarquement d'Incheon, le 15 septembre 1950.

La contre-attaque de l'ONU à Incheon fait s'effondrer la ligne nord-coréenne, coupe toutes leurs principales voies d'approvisionnement et de renforcement et contraint les Nord-Coréens au repli sur tous les fronts. Le 16 septembre, cependant, la 25e division d'infanterie se bat encore contre les forces nord-coréennes derrière ses lignes et des poches de résistance nord-coréennes se maintiennent sur les hauteurs de Battle Mountain, P'il-bong, et Sobuk-san. Kean  estime que la division ne peut avancer le long des routes vers Chinju si le centre montagneux de la ligne de la division n’est pas nettoyé. Il estime donc que la clé de l'avance de la 25e division se trouve sur son centre où les Nord-Coréens tiennent les hauteurs et continuent d’attaquer chaque jour le 24e régiment d'infanterie. Le 27e régiment d’infanterie sur la gauche et le 35e sur la droite, à cheval sur les routes entre Chinju et Masan, tiennent leurs positions et ne peuvent pas avancer tant que la situation en face du 24e régiment ne s’améliore pas.
Le 19 septembre, les troupes de l'ONU découvrent que les Nord-Coréens ont abandonné Battle Mountain au cours de la nuit. Le 1er bataillon, 24e d'infanterie manœuvre alors pour occuper les anciennes positions nord-coréennes. À droite, le 35e d'infanterie commence à aller de l'avant. Il n'y a qu'une faible résistance jusqu'à ce qu'il atteigne les hauteurs en face de Chungam-ni où se sont cachés des soldats nord-coréens dans des trous d'araignée (en) afin de tirer à revers sur les soldats du 1er bataillon situés à l'arrière. Le lendemain, le 1er bataillon prend Chungam-ni, et le 2e bataillon capture la ligne de crête qui court depuis le nord-ouest jusqu’à la rivière Nam. Pendant ce temps, les Nord-Coréens résistent toujours ardemment à gauche de la division où le 27e d'infanterie doit lourdement combattre en tentant d'avancer.
Les Nord-Coréens se retirent de la zone Masan dans la nuit du 18 au 19 septembre. La 7e division nord-coréenne se retire depuis le sud de la rivière Nam tandis que la 6e division laisse des éléments pour couvrir l'ensemble du front. Couverte par la 6e division, la 7e division franchit la rive nord de la rivière Nam le matin du 19 septembre, puis la 6e division se retire de ses positions sur Sobuk-san. Les unités américaines se lancent rapidement à leur poursuite vers le nord en passant sur les positions de Battle Mountain, qui ne sont plus d'importance stratégique.

## Conséquences
Le 35e régiment d'infanterie compte dans ses rangs 154 tués, 381 blessés et 2 disparus durant la bataille. Le 27e régiment d'infanterie totalise lui 118 tués, 382 blessés et 1 capturés lors de la bataille du périmètre de Busan, mais ce décompte inclut 5 morts et 54 blessés lors de la bataille de la Bowling Alley et 150 victimes lors de la première bataille du Nakdong. En soutien aux opérations sur la rivière Nam, le 64e bataillon d'artillerie de campagne souffre de 16 tués, 27 blessés, 1 prisonnier et 5 disparus, le 159e bataillon d'artillerie de campagne compte 18 tués et 41 blessés et le 90e bataillon d'artillerie de campagne dénombre 15 tués, 54 blessés et 1 disparus. L'engagement du 35e régiment à repousser les Nord-Coréens a conduit Kean à le proposer pour une Presidential Unit Citation.
Les troupes nord-coréennes ont beaucoup souffert dans les combats subissant un grand nombre de victimes. À la mi-septembre, la 7e division est réduite à seulement 4 000 hommes ; elle a perdu  6 000 sur le périmètre de Busan. Seulement 2 000 hommes de la 6e division sont finalement retournés en Corée du Nord, soit une perte de 80 pour cent de sa force. Jusqu'à 3 000 soldats ont été capturés alors qu'ils tentent de retourner en Corée du Nord. La force d'attaque de plus de 20 000 hommes est réduite à seulement 6 000 à la fin des combats autour de Masan.
La lutte autour de Masan est demeurée dans une impasse durant les six semaines de la bataille du périmètre de Busan. Chaque belligérant a tenté plusieurs offensives afin de contraindre l’autre au retrait, mais les Nord-Coréens ont été incapables de percer le périmètre de l'ONU, et les troupes de l'ONU n’ont pas été capables de submerger les Nord-Coréens au point de les forcer au repli. Si la bataille elle-même est une impasse tactique, puisque aucun des  combattants ne peut vaincre l’autre de manière décisive, les unités de l'ONU ont atteint leur objectif stratégique d'empêcher les Nord-Coréens d'avancer plus à l'est et de menacer Busan. Ils sont en mesure de tenir la ligne contre les attaques répétées nord-coréennes jusqu'au débarquement d’Inchon, début de la contre-offensive qui va entrainer la défaite de l'armée nord-coréenne dans les engagements ultérieurs.